# 25 lat niewinności. Sprawa Tomka Komendy
25 lat niewinności. Sprawa Tomka Komendy – polski dramat sensacyjny z 2020 roku w reżyserii Jana Holoubka, powstały na podstawie scenariusza Andrzeja Gołdy. Film opisuje sprawę Tomasza Komendy (odtwórca roli – Piotr Trojan), który niesłusznie został skazany za gwałt i zabójstwo 15-letniej dziewczyny na karę 25 lat pozbawienia wolności. Po 18 latach pobytu Tomasza Komendy w zakładzie karnym prokuratorzy i policjant postanowili odkryć prawdę stojącą za zagadkową sprawą zatrzymanego. Film odniósł sukces artystyczny i komercyjny, zbierając do połowy października 2020 roku widownię liczącą 600 tysięcy widzów oraz otrzymując cztery statuetki podczas Koszalińskiego Festiwalu Debiutów Filmowych „Młodzi i Film”, a także siedem Orłów, w tym za najlepszą reżyserię i najlepszą główną rolę męską.

## Obsada

### Role główne
| Aktor              | Rola                                    |
| ------------------ | --------------------------------------- |
| Piotr Trojan       | Tomasz Komenda                          |
| Agata Kulesza      | Teresa Klemańska, matka Tomasza Komendy |
| Dariusz Chojnacki  | Remigiusz Korejwo                       |
| Jan Frycz          | więzień „Stary”                         |
| Łukasz Lewandowski | prokurator Robert Tomankiewicz          |
| Magdalena Różczka  | Katarzyna Korejwo, żona Remigiusza      |
| Andrzej Konopka    | komisarz Tołoczko                       |
| Mikołaj Chroboczek | prokurator Dariusz Sobieski             |
| Julian Świeżewski  | inspektor Bogusław Pilas                |
| Adam Nawojczyk     | prokurator Stanisław Kostrzyna          |

Źródło: Filmpolski.pl.

### Role drugoplanowe
| Aktor                     | Rola                            | Aktor                     | Rola                                                                |
| ------------------------- | ------------------------------- | ------------------------- | ------------------------------------------------------------------- |
| Stanisław Linowski        | Piotr                           | Joanna Gonschorek         | sklepowa                                                            |
| Piotr Szekowski           | Gerard                          | Krzysztof Grabowski       | mecenas Wail                                                        |
| Adam Kupaj                | Krzysztof                       | Adam Hutyra               | oddziałowy                                                          |
| Ewelina Starejki          | Pawłowska                       | Piotr Jamróg              | osadzony                                                            |
| Artur Steranko            | Mirosław Klemański              | Aleksander Janiszewski    | gość                                                                |
| Małgorzata Rudzka         | Malczewska                      | Mila Jankowska            | starsza córka Gerarda                                               |
| Sebastian Pawlak          | Malczewski                      | Kaja Karpa                | młodsza córka Gerarda                                               |
| Magdalena Osińska         | Marysia Malczewska              | Hanna Knyziak             | pani ze świetlicy                                                   |
| Bartosz Bielenia          | Krzysiek Pyzior                 | Andrzej Kordos            | funkcjonariusz policji                                              |
| Dariusz Toczek            | redaktor Grzegorz Głuszak       | Ireneusz Kozioł           | profos                                                              |
| Jacek Beler               | Więzień „Słodki”                | Małgorzata Kozłowska      | koleżanka Marysi                                                    |
| Elżbieta Okupska          | babcia Tomasza Komendy          | Bartłomiej Krat           | właściciel myjni                                                    |
| Sebastian Stankiewicz     | więzień „Gruby”                 | Mirosław Kropielnicki     | oddziałowy                                                          |
| Nel Kaczmarek             | Ola                             | Agnieszka Krukówna        | sędzia Sądu Najwyższego                                             |
| Halina Bartosik           | pani w sklepie                  | Ewa Kurek                 | pani z archiwum                                                     |
| Elżbieta Bienias          | pełnomocniczka Malczewskich     | Szymon Kuśmider           | sędzia dający sankcje społeczne                                     |
| Mateusz Bożek             | 12-letni Piotruś                | Anita Lotko               | koleżanka Marysi                                                    |
| Arkadiusz Brykalski       | przewodniczący sądu             | Piotr Łukaszczyk          | sędzia wydający wyrok skazujący na karę 15 lat pozbawienia wolności |
| Szymon Bujak              | chłopak Oli                     | Piotr Łukawski            | gość                                                                |
| Wiesław Cichy             | sędzia Nowiński                 | Paweł Łęski               | klient Waila                                                        |
| Noah Culbreth             | 5-letni Piotruś                 | Wojciech Machnicki        | sędzia komisji do spraw zwolnień                                    |
| Katarzyna Cynke           | żona Pyziora                    | Konrad Marszałek          | gość                                                                |
| Michał Czernecki          | „Paker”                         | Mateusz Malecki           | więzień                                                             |
| Mariusz Dzuryk            | funkcjonariusz polskiej policji | Tomasz Namiotko           | więzień                                                             |
| Amelia Dążałowicz         | córka Gerarda                   | Piotr Nowak               | „Wychowek”                                                          |
| Marcin Fabisiak-Chojnacki | osadzony                        | Stanisław Osiora          | osadzony                                                            |
| Sławomir Federowicz       | osadzony                        | Feliks Probola            | Krystian                                                            |
| Paweł Ferens              | osadzony                        | Adam Przybylski           | Krystian                                                            |
| Sebastian Figat           | kolega Marysi                   | Agata Pruchniewska        | Kobieta                                                             |
| Grzegorz Przybył          | dowódca zmiany                  | Emilia Puczko             | córeczka Gerarda                                                    |
| Agnieszka Radzikowska     | sekretarka Bigaja               | Iwo Rajski                | 8-letni Piotruś                                                     |
| Jacek Reda                | technik policyjny               | Bożena Rudnik             | protokolantka                                                       |
| Antoni Sałaj              | więzień „Ziuta”                 | Jacek Sałaj               | funkcjonariusz policji                                              |
| Adam Sikora               | więzień                         | Zofia Stafiej             | Justyna Kołecka                                                     |
| Ireneusz Tatko            | funkcjonariusz policji          | Kamila Urzędowska         | Magda                                                               |
| Tomasz Tarnowski          | funkcjonariusz policji          | Juliusz Krzysztof Warunek | sąsiad z Miłoszyc                                                   |
| Mariusz Węgłowski         | więzień                         | Nikodem Wodzyński         | Olek Korejwo                                                        |
| Natalia Wolska            | Isia Korejwo                    | Tymoteusz Woźniak         | DJ w dyskotece „Alpina”                                             |
| Szymon Wróblewski         | strażnik sądowy                 | Daniel Wrzosek            | funkcjonariusz policji                                              |
| Krzysztof Zarzycki        | chłopak w dyskotece „Alpina”    | Małgorzata Zawadzka       | kobieta u Pawłowskiej                                               |
| Marek Dyjak               | „Łysol”                         | Vienio                    | więzień                                                             |
| Tomasz Komenda            | on sam                          |                           |                                                                     |

Źródło: Filmweb

## Produkcja
Scenarzystą 25 lat niewinności był dziennikarz Andrzej Gołda. Gdy Tomasz Komenda w 2018 roku wyszedł na wolność po uniewinnieniu, Gołda próbował się z nim skontaktować. Początkowo, jak podkreślał scenarzysta, Komenda „był nieufny i nie chciał tej historii widzieć na ekranie”. Zbierając wspomnienia Komendy z pobytu w więzieniu, scenarzysta uzupełnił je własną wiedzą o realiach więziennych, wskutek czego „szereg zdarzeń jest wykreowany, ale zgodny z tym, co się wydarzyło”. Gołda podkreślał, że „chodzi tutaj bardziej o prawdę emocjonalną i psychologiczną bohatera, niż detaliczne pokazywanie szczegółów”.

Reżyser filmu, Jan Holoubek, pracował przedtem nad serialem telewizyjnym Rojst i nie miał doświadczenia w realizacji filmów pełnometrażowych. Holoubek opisywał cel swojego debiutu fabularnego następująco:
To, że Tomek Komenda odsiedział 18 lat za zbrodnię, której nie popełnił, wiedzą niemal wszyscy. Natomiast mało kto wie o kulisach sprawy i trójce bohaterów, którzy ryzykując niemal wszystko, wyciągnęli go z więziennego piekła. Historia Tomka w szerszym kontekście uczy, że choćbyśmy popadli w największe życiowe tarapaty, sytuację wydawać by się mogło absolutnie bez wyjścia, zawsze istnieje możliwość, że pojawi się ktoś, kto wyciągnie do nas dłoń. Chciałbym, żeby nasz film dał nadzieję wszystkim tym, którzy myślą, że nie ma dla nich już szans.
Główną rolę Tomasza Komendy zagrał specjalizujący się dotąd w rolach drugoplanowych aktor Piotr Trojan. Wyłoniony on został podczas internetowego castingu z reżyserem. Później sceny z kandydatami do roli odgrywała Agata Kulesza, której Holoubek zaproponował – ku jej zaskoczeniu – rolę matki oskarżonego.
Film zrealizowany został na terenie Warszawy, Zabrza oraz Wrocławia. Kazik Staszewski nagrał piosenkę promującą film – singiel „25 lat niewinności”, który w sierpniu 2020 roku w serwisie internetowym YouTube miał ponad dwa miliony wyświetleń.

## Odbiór
Film 25 lat niewinności odniósł sukces komercyjny i artystyczny. Na ten pierwszy składała się wysoka frekwencja kinowa. Już w ciągu pierwszego weekendu od premiery film zgromadził w kinach ponad 125 tysięcy widzów. Do połowy października 2020 roku 25 lat niewinności łącznie obejrzało około 600 tysięcy widzów.
Piotr Guszkowski z „Gazety Wyborczej” chwalił kreacje Agaty Kuleszy oraz Piotra Trojana. Zdaniem Guszkowskiego Trojan wiarygodnie wcielił się w postać, w której oczach „gaśnie nadzieja, odbierana za każdym razem, gdy tylko Komenda zdąży uwierzyć, że koszmar wreszcie się skończy”. Barbara Hollender na łamach „Rzeczpospolitej” pisała, że Holoubek stworzył „bolesny, surowy film”, a zarazem „opowieść o systemie sprawiedliwości, ale też o relacji matki i syna, która pozwoliła im przetrwać wieloletnią traumę”. Paweł Piotrowicz z portalu Onet.pl twierdził, że: „Film wciąga od pierwszych minut, nakręcony jest z werwą i polotem, nie brakuje w nim scen poruszających i brutalnych”.
Michał Piepiórka z portalu Bliżej Ekranu pisał, iż ewentualną wadą filmu jest brak silniejszego zaakcentowania tła społecznego, które uczyniło Komendę kozłem ofiarnym: „Dla niektórych ludzi przez niemal 20 ostatnich lat nic się nie zmieniło – nie skorzystali oni na rozwoju gospodarczym, nie zauważyli wstąpienia do Unii, w żaden sposób się nie dorobili. Takich osób nie stać na dobrego adwokata, który odpowiednio zweryfikuje dowody i nie pozwoli zaszczuć swojego klienta pod dyktando policji”. W tym sensie „otrzymujemy raczej mocną i emocjonalną historię osobistego dramatu, a nie film bezpardonowo oskarżający system sprawiedliwości”. Bardziej krytyczny wobec filmu Marcin Prymas z magazynu Pełna Sala przyrównał 25 lat niewinności do filmów biograficznych taśmowo tworzonych przez TVN pod szyldem Prawdziwe historie: „To inscenizacja, zbiór z różnych powodów istotnych, lecz niespecjalnie ze sobą powiązanych narracyjnie scen, tudzież po prostu wierna adaptacja faktów”.
Tomasz Raczkowski z portalu Film.org.pl podsumowywał, że twórcy filmu: „Oddają symboliczną sprawiedliwość Komendzie, a nawet jeśli są dość zachowawczy (by nie powiedzieć przesadnie ostrożni) w krytyce systemu, który go zniszczył, to po seansie na pewno nie wychodzi się z kina mniej wyczulonym na możliwość krzywdy wyrządzanej jednostce przez patologiczny aparat państwowy”.

## Nagrody i nominacje
| Rok  | Festiwal                                                | Nagroda                                                | Kategoria                                                                  | Rezultat  | Źr.           |
| ---- | ------------------------------------------------------- | ------------------------------------------------------ | -------------------------------------------------------------------------- | --------- | ------------- |
| 2020 | Koszaliński Festiwal Debiutów Filmowych „Młodzi i Film” | Jantar (Konkurs Pełnometrażowych Debiutów Fabularnych) | Najlepszy scenariusz (Andrzej Gołda)                                       | Wygrana   | [ 16 ]        |
| 2020 | Koszaliński Festiwal Debiutów Filmowych „Młodzi i Film” | Jantar (Konkurs Pełnometrażowych Debiutów Fabularnych) | Najlepsza główna rola męska (Piotr Trojan)                                 | Wygrana   | [ 16 ]        |
| 2020 | Koszaliński Festiwal Debiutów Filmowych „Młodzi i Film” | Jantar (Konkurs Pełnometrażowych Debiutów Fabularnych) | Najlepsze zdjęcia (Bartłomiej Kaczmarek)                                   | Wygrana   | [ 16 ]        |
| 2020 | Koszaliński Festiwal Debiutów Filmowych „Młodzi i Film” | Jantar (Konkurs Pełnometrażowych Debiutów Fabularnych) | Najlepsza reżyseria (Jan Holoubek)                                         | Wygrana   | [ 16 ]        |
| 2020 | Koszaliński Festiwal Debiutów Filmowych „Młodzi i Film” | Jantar (Konkurs Pełnometrażowych Debiutów Fabularnych) | Konkurs główny (Jan Holoubek)                                              | Nominacja | [ 16 ]        |
| 2020 | Koszaliński Festiwal Debiutów Filmowych „Młodzi i Film” | Nagroda Publiczności                                   | Najlepszy film pełnometrażowy                                              | Wygrana   | [ 16 ]        |
| 2020 | Festiwal EnergaCamerimage                               | EnergaCamerimage                                       | Debiut reżyserski (Jan Holoubek)                                           | Wygrana   | [ 17 ]        |
| 2021 | 23. ceremonia wręczenia Orłów                           | Polska Nagroda Filmowa                                 | Najlepszy film                                                             | Nominacja | [ 18 ] [ 19 ] |
| 2021 | 23. ceremonia wręczenia Orłów                           | Polska Nagroda Filmowa                                 | Najlepsza główna rola męska (Piotr Trojan)                                 | Wygrana   | [ 18 ] [ 19 ] |
| 2021 | 23. ceremonia wręczenia Orłów                           | Polska Nagroda Filmowa                                 | Najlepsza główna rola kobieca (Agata Kulesza)                              | Wygrana   | [ 18 ] [ 19 ] |
| 2021 | 23. ceremonia wręczenia Orłów                           | Polska Nagroda Filmowa                                 | Najlepsza reżyseria (Jan Holoubek)                                         | Wygrana   | [ 18 ] [ 19 ] |
| 2021 | 23. ceremonia wręczenia Orłów                           | Polska Nagroda Filmowa                                 | Najlepszy scenariusz (Andrzej Gołda)                                       | Nominacja | [ 18 ] [ 19 ] |
| 2021 | 23. ceremonia wręczenia Orłów                           | Polska Nagroda Filmowa                                 | Najlepsza drugoplanowa rola męska (Andrzej Konopka)                        | Nominacja | [ 18 ] [ 19 ] |
| 2021 | 23. ceremonia wręczenia Orłów                           | Polska Nagroda Filmowa                                 | Najlepsza drugoplanowa rola męska (Jan Frycz)                              | Wygrana   | [ 18 ] [ 19 ] |
| 2021 | 23. ceremonia wręczenia Orłów                           | Polska Nagroda Filmowa                                 | Najlepsza drugoplanowa rola kobieca (Magdalena Różczka)                    | Nominacja | [ 18 ] [ 19 ] |
| 2021 | 23. ceremonia wręczenia Orłów                           | Polska Nagroda Filmowa                                 | Najlepsza scenografia (Maciej Fajst)                                       | Nominacja | [ 18 ] [ 19 ] |
| 2021 | 23. ceremonia wręczenia Orłów                           | Polska Nagroda Filmowa                                 | Najlepsze kostiumy (Weronika Orlińska)                                     | Nominacja | [ 18 ] [ 19 ] |
| 2021 | 23. ceremonia wręczenia Orłów                           | Polska Nagroda Filmowa                                 | Najlepsza charakteryzacja (Liliana Gałązka i Mirela Zawiszewska)           | Wygrana   | [ 18 ] [ 19 ] |
| 2021 | 23. ceremonia wręczenia Orłów                           | Polska Nagroda Filmowa                                 | Najlepszy montaż (Rafał Listopad)                                          | Wygrana   | [ 18 ] [ 19 ] |
| 2021 | 23. ceremonia wręczenia Orłów                           | Polska Nagroda Filmowa                                 | Najlepszy dźwięk (Kacper Habisiak, Marcin Kamiński i Przemysław Kamieński) | Nominacja | [ 18 ] [ 19 ] |
| 2021 | 23. ceremonia wręczenia Orłów                           | Polska Nagroda Filmowa                                 | Odkrycie roku (Andrzej Holoubek)                                           | Wygrana   | [ 18 ] [ 19 ] |
| 2021 | 23. ceremonia wręczenia Orłów                           | Polska Nagroda Filmowa                                 | Nagroda Publiczności                                                       | Nominacja | [ 18 ] [ 19 ] |

## Miniserial
Na podstawie filmu powstał również czteroodcinkowy miniserial o tym samym tytule, którego premiera miała miejsce 24 stycznia 2021 roku w serwisie Player.pl.